# Michał Joachimowski

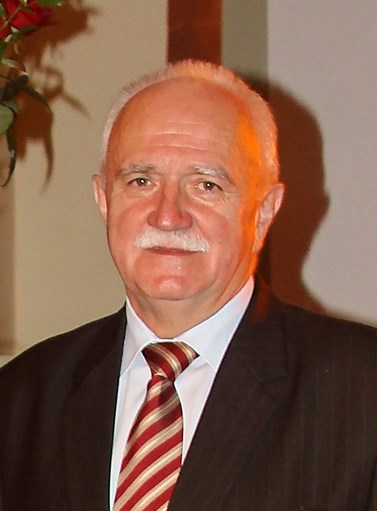
Michał Joachimowski

Michał Teodor Joachimowski (* 26. September 1950 in Żnin; † 19. Januar 2014 in Bydgoszcz) war ein polnischer Dreispringer.
1972 wurde er Achter bei den Halleneuropameisterschaften in Grenoble und Siebter bei den Olympischen Spielen in München.
Einer Silbermedaille bei den Halleneuropameisterschaften 1973 in Rotterdam folgte Gold bei den Halleneuropameisterschaften 1974 in Göteborg. Bei den Europameisterschaften 1974 in Rom wurde er Fünfter. 1975 errang er bei den Halleneuropameisterschaften in Kattowitz erneut Silber und siegte bei der Universiade.
1976 schied er bei den Olympischen Spielen in Montreal in der Qualifikation aus.
Sechsmal wurde er nationaler Meister im Freien (1972–1976, 1978) und dreimal in der Halle (1973–1975).

## Persönliche Bestleistungen
- Dreisprung: 17,06 m, 2. Juni 1973, Warschau
  - Halle: 17,03 m, 10. März 1974, Göteborg (polnischer Rekord)